# Komphobolus mimicus
Komphobolus mimicus är en mångfotingart som beskrevs av Carl 1941. Komphobolus mimicus ingår i släktet Komphobolus och familjen Pachybolidae. Inga underarter finns listade i Catalogue of Life.